# Menemerus bivittatus
Menemerus bivittatus là một loài nhện trong họ Salticidae.
Loài này thuộc chi Menemerus. Menemerus bivittatus được Jean-Marie Léon Dufour miêu tả năm 1831.

## Hình ảnh

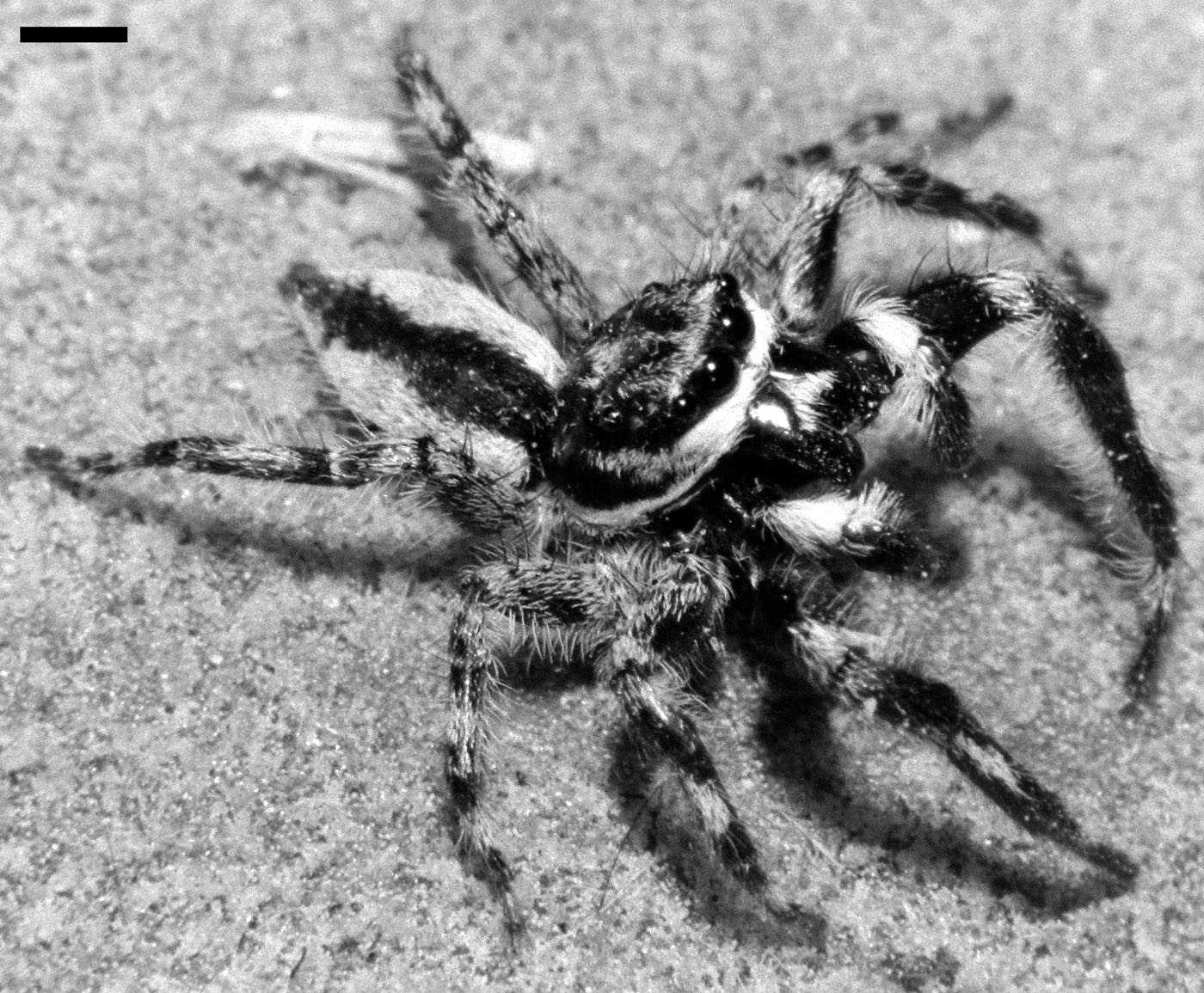
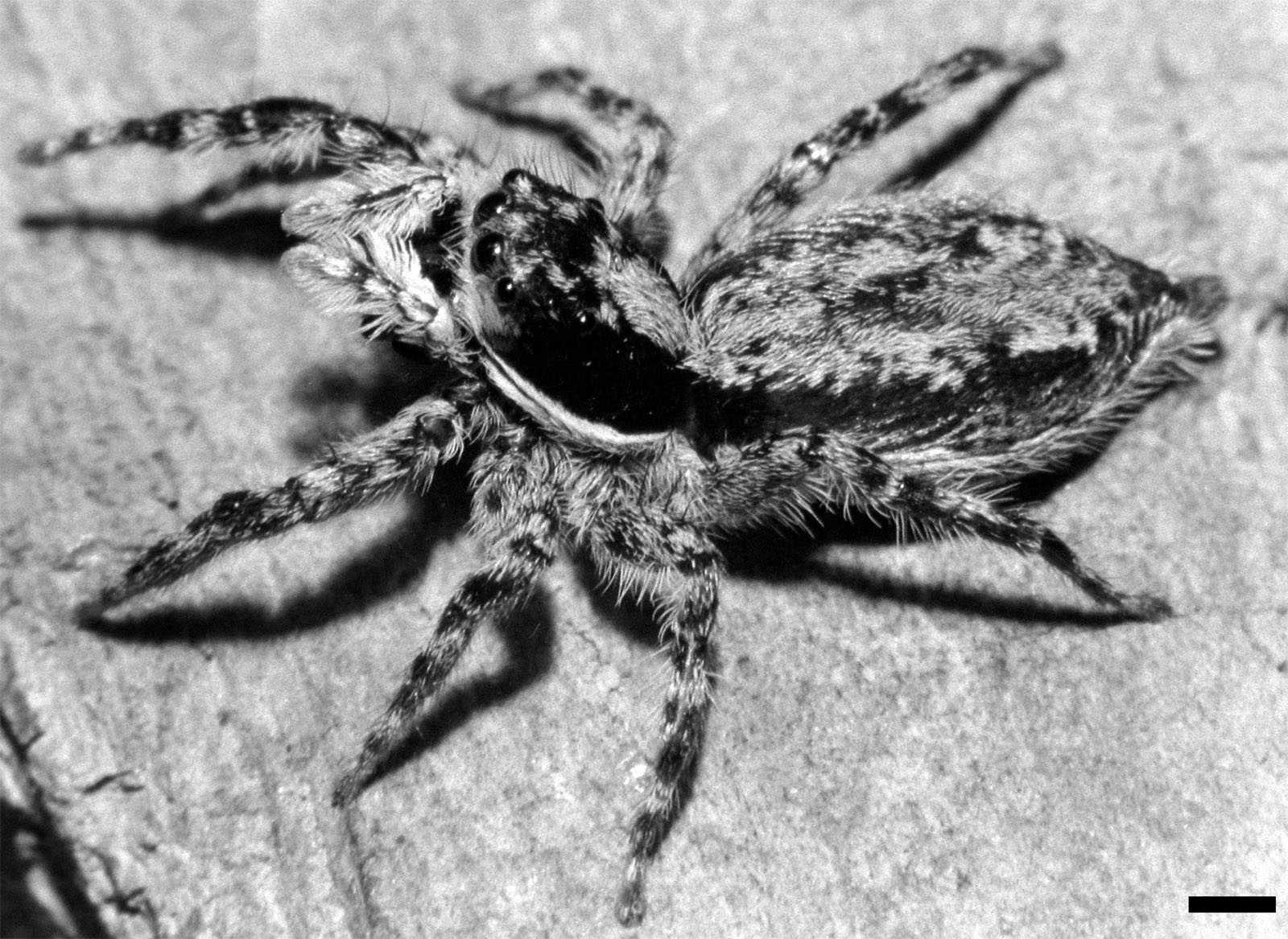